# La Democracia (Huehuetenango)
Pour les articles homonymes, voir La Democracia.
La Democracia est une ville du Guatemala.